# Estampida de Turín de 2017
La estampida de Turín ocurrió el 3 de junio de 2017 cuando un petardo causó el pánico durante la proyección de la Final de la Liga de Campeones de la UEFA 2016-17, en Turín, Italia. Al menos 1.527 personas resultaron heridas.

## Estampida
La causa del pánico fue, cuando una persona gritó tras el estallido de un petardo, que se trataba de una bomba, y ocurrió la estampida humana. El resultado causó temor por otras posibles explosiones y disparos, aunque fueron desestimados por las autoridades.
Después de la estampida y la evacuación, en el suelo de la plaza estaban esparcidas las zapatillas de deporte de las personas que huyeron despavoridas.

## Víctimas
Al menos 1.527 personas resultaron heridas, incluyendo siete en estado crítico.

## Reacciones
Algunos fan de la Juventus dijeron que dicha estampida recordó a la tragedia de Heysel ocurrido en 1985, cuando 39 fanáticos, la mayoría italianos, murieron por un colapso en Bruselas, Bélgica, antes de empezar el partido entre la Juventus y el Liverpool F. C.